# Miconia alata
Miconia alata är en tvåhjärtbladig växtart som först beskrevs av Jean Baptiste Christophe Fusée Aublet, och fick sitt nu gällande namn av Dc.. Miconia alata ingår i släktet Miconia och familjen Melastomataceae. Inga underarter finns listade i Catalogue of Life.